# Clot de les tortugues

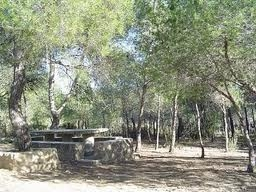
Menjador Clot de les tortugues

El Clot de les Tortugues és una àrea recreativa que es troba en el paratge natural municipal de Ninyerola, en Picassent (l'Horta Sud). És un lloc d'oci i espai natural que compta amb un bosc de pins i és utilitzat pels veïns de la localitat per a gaudir d'un dia de camp i practicar senderisme.
Al Clot de les Tortugues arriba un xicotet recorregut circular (PR-CV 404), que prové de la pedania de la Font de l'Omet, al terme de Picassent. Es tracta d'un recorregut de dificultat baixa que es pot dur a terme en poc més de quatre hores i que compta amb una distància total de 14 km, amb un desnivell net de 114 metres i acumulat de 202 metres. Les directrius de pas per a realitzar-lo són el baixador Omet- la unió barrancs- el clot de l'Aigua Salà- El Clot de les Tortugues- l'àrea recreativa Clot de les Tortugues- la unió barrancs- i volta al baixador Omet.